# Скала (војводство Малопољско)
Скала (пољ. Skała) је град у Пољској у Војводству Малопољском у Повјату краковском. Према попису становништва из 2011. у граду је живело 3.719 становника.

## Становништво
Према прелиминарним подацима са пописа, у граду је 2011. живело 3.719 становника.
| 2002. | 2011. | 2012. |
| ----- | ----- | ----- |
| 3.686 | 3.719 | 3.744 |